# Salavat

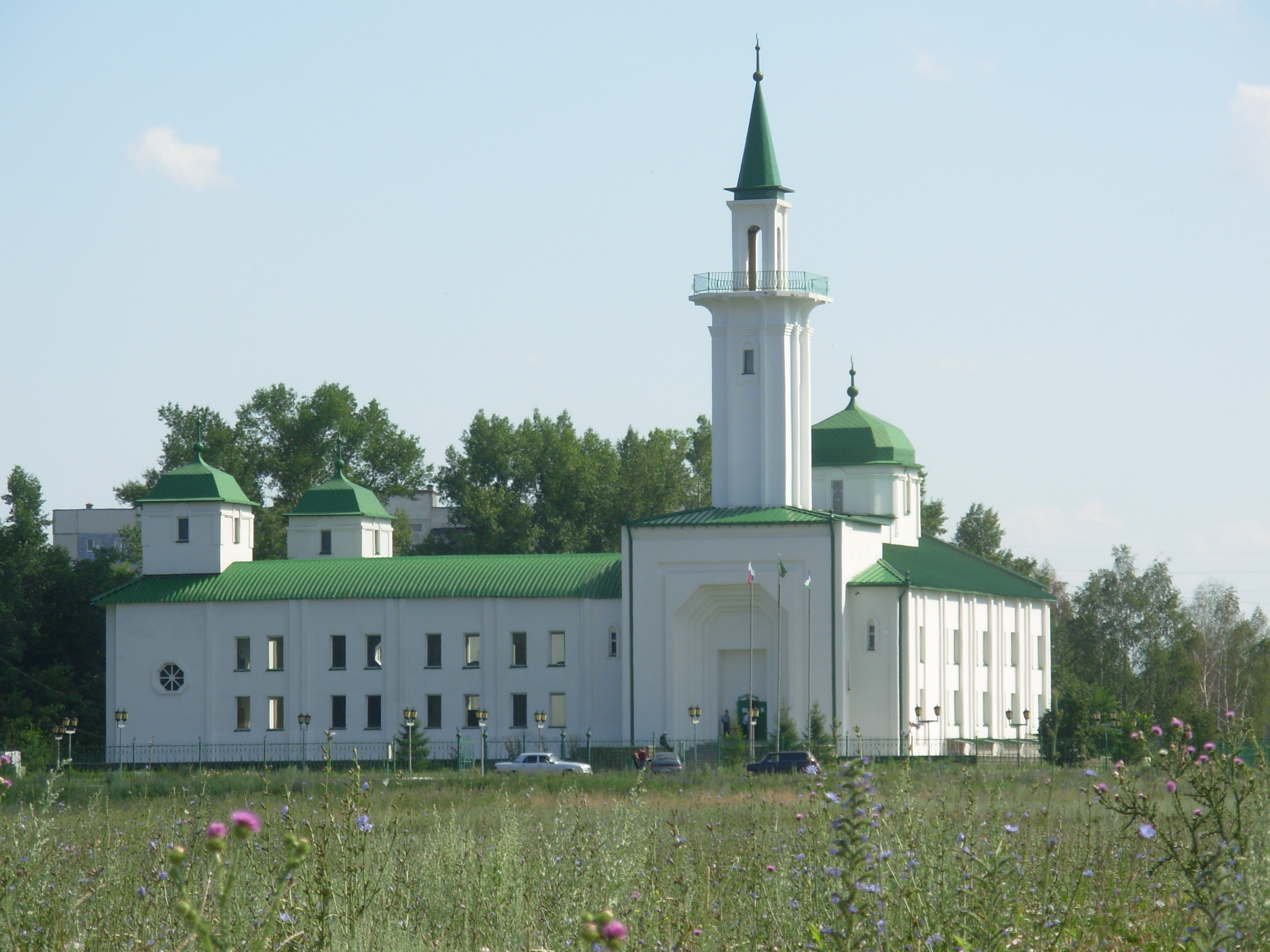
Moscheea

Salavat (ru. Салават) este un oraș din Republica Bașchiria, Federația Rusă, cu o populație de 158.600 locuitori.